# (49999) 2000 AW14
(49999) 2000 AW14 (2000 AW14, 1989 UK6) — астероїд головного поясу, відкритий 3 січня 2000 року.
Тіссеранів параметр щодо Юпітера — 3,623.